# Kościół Jezusa Chrystusa Odkupiciela w Czechowicach-Dziedzicach
Kościół pw. Jezusa Chrystusa Odkupiciela w Czechowicach-Dziedzicach – kościół zbudowany według projektu Stanisława Niemczyka w latach 1995–1999.

## Historia
Na początku lat 90. XX wieku budynek dawnego kościoła parafialnego okazał się za mały dla wszystkich wiernych. Dawna stolarnia Rozalii i Józefa Wieczerzaków, zbudowana w 1929 roku, a w latach 80. XX wieku zmodernizowana i przystosowana do celów kultu religijnego miała tymczasowy charakter i wymagała znacznego remontu oraz powiększenia. Zdecydowano, że zamiast remontu zostanie wybudowany nowy obiekt.
Projekt kościoła wykonał architekt Stanisław Niemczyk, niegdyś tutejszy parafianin, znany z projektowania oryginalnych budowli sakralnych.
Prace rozpoczęły się w sierpniu 1995. Nowy kościół musiał powstać dokładnie w miejscu starego z powodu małej działki będącej do dyspozycji budowniczych. Równocześnie z budową trwała rozbiórka starego budynku. 5 listopada 1995 biskup Janusz Zimniak poświęcił symboliczny kamień węgielny i plac budowy. 15 września 1996 r. została odprawiona pierwsza msza w kościele w stanie surowym, jedynie zadaszonym. 7 marca 1999 biskup Tadeusz Rakoczy poświęcił nowe dzwony kościelne.
W 29 października 2000 biskup Tadeusz Rakoczy dokonał konsekracji ukończonego kościoła.

## Architektura

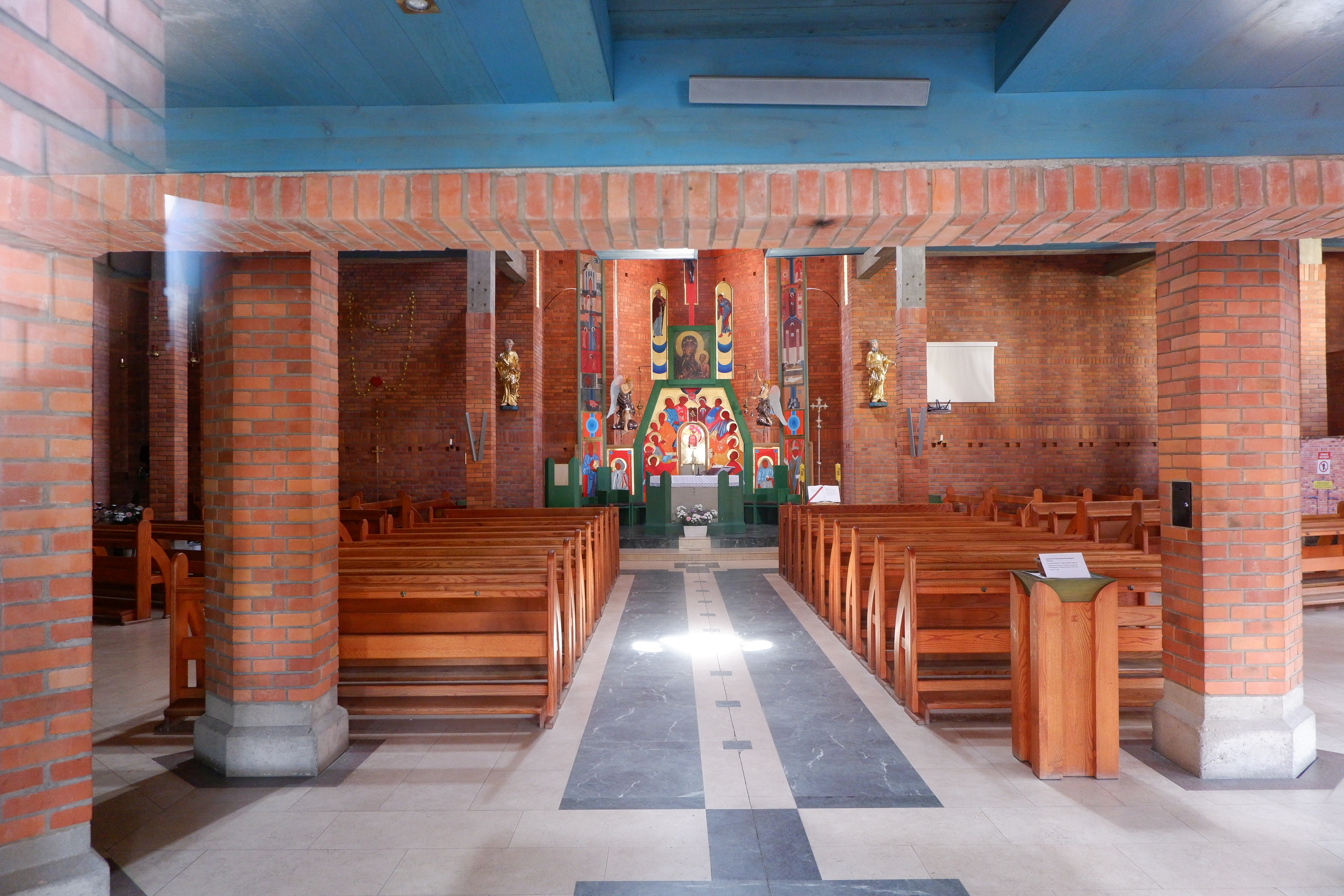
Wnętrze

Świątynię zaprojektował Stanisław Niemczyk znany z projektowania brył takich świątyń, jak kościół Ducha Świętego w Tychach, kościół pw. św. Franciszka z Asyżu i św. Klary w Tychach czy kościół pw. Miłosierdzia Bożego w Krakowie. Przy projektowaniu i budowie współpracowali architekci Anna Niemczyk-Wojtecka i Robert Wojtecki, wnętrza projektował Stanisław Niemczyk w witraże i polichromię Agnieszka Niemczyk-Janik.
Kościół zbudowany jest z cegieł pochodzących z cegielni z sąsiedniej wsi Bestwina. Cegły układane były przez budowniczych na listewkach do fugowania, według ściśle określonego wzoru, zgodnie z zaleceniami architekta. Do układania wzorów zastosowano także cegielniane odrzuty, przepalone cegły o różnych odcieniach i kształtach, czasem całkiem stopione i przypominające kawałek zastygłej lawy. W stanie surowym pozostawiono betonowe elementy – fundamenty, nadproża, belki stropowe. Różnej wielkości otwory w murze, prześwity, ażury składają się na urozmaiconą dekorację ścian kościoła.
Budynek zaprojektowano na planie trójkąta. Na przedłużeniu najdłuższej ściany znajduje się niewielka apsyda. U trzech wierzchołków trójkąta stoją trzy wieże, a miniaturowa czwarta – nad prezbiterium jak rodzaj sygnaturki. Dwie wyższe wieże są jednakowej wysokości i symbolizują minione dwa tysiąclecia chrześcijaństwa. Przez niższą trzecią wieżę wchodzi się do kościoła. Wieża ta ma kształt kopuły, kształtem nawiązująca do tiary, a na jej wierzchołku znajduje się krzyż z pastorału Jana Pawła II. Nazywana jest papieską i symbolizuje wejście w nowe tysiąclecie.

## Nagrody
- 1998 – Nagroda honorowa Marszałka Województwa śląskiego i katowickiego Oddziału Stowarzyszenia Architektów Polskich za najlepszą przestrzeń publiczną zrealizowaną w 1998 roku.
- 1999 – Grand Prix w konkursie "Architektura roku 1999", przyznawaną przez Wojewodę Śląskiego, Architekta Wojewódzkiego i Stowarzyszenie Architektów Polskich – Oddział w Katowicach.
- 2005 – Umieszczenie na liście Polska. Ikony architektury[5]